# 어쩌다 어른
《어쩌다 어른》은 텔레비전 오락 프로그램이다.

## 출연자
- 김상중

### 이전 출연자
- 남희석
- 서경석
- 양재진
- 이휘재
- 윤손하
- 김일중
- 하석진

## 방송회차(1기, 2기)
| 시즌 1  | 시즌 1           | 시즌 1                         | 시즌 1                                                         | 시즌 1 |
| 회차    | 방송일           | 강연자                         | 출연자 (철수와 영희)                                           | 주제 |
| ------- | ---------------- | ------------------------------ | -------------------------------------------------------------- | --- |
| 제1회   | 2015년 9월 10일  | 김혜은, 송길영                 | 김혜은, 송길영                                                 | 어쩌다 어른이 된 어른들의 첫번째이야기 |
| 제2회   | 2015년 9월 17일  | 이한위, 이본                   | 이한위, 이본                                                   | 어른의 외로움 |
| 제3회   | 2015년 9월 24일  |                                |                                                                | 부모노릇VS자식노릇, 어느 게 더 힘들까? |
| 제4회   | 2015년 10월 1일  | 김대식, 황석정, 김태훈         | 김대식, 황석정, 김태훈                                         | 어른이 된 우리, 왜 사는가?(삶의 의미) |
| 제5회   | 2015년 10월 8일  | 이연복, 김성경                 | 이연복, 김성경                                                 | 어른이 행복해지기 위한 3가지 방법 |
| 제6회   | 2015년 10월 15일 | 박은혜, 김동철                 | 박은혜, 김동철                                                 | |
| 제7회   | 2015년 10월 22일 | 서지석, 박소현                 | 서지석, 박소현                                                 | 어른이 버려야 할것은? |
| 제8회   | 2015년 10월 29일 | 김현숙                         | 김현숙                                                         | 4050 영희, 철수의 이야기 |
| 제9회   | 2015년 11월 5일  | 박소현, 황교익                 | 박소현, 황교익                                                 | 어른에게 밥이란? |
| 제10회  | 2015년 11월 12일 | 이지현, 김대수                 | 이지현, 김대수                                                 | 39금 특집 1탄 '어른에게 사랑이란?'' |
| 제11회  | 2015년 11월 19일 | 이지현, 김대수                 | 이지현, 김대수                                                 | 39금 특집 2탄 '어른에게 정이란?' |
| 제12회  | 2015년 11월 26일 | 김일중, 윤유선, 홍승기         | 김일중, 윤유선, 홍승기                                         | 어른들에게 묻는 난감한 질문 |
| 제13회  | 2015년 12월 3일  | 이종원, 이지애, 김지윤         | 이종원, 이지애, 김지윤                                         | 어른에게 결혼이란? |
| 제14회  | 2015년 12월 10일 | 한재권, 박해미, 김선진         | 한재권, 박해미, 김선진                                         | 우리는 어른일까, 꼰대일까? |
| 제15회  | 2015년 12월 17일 | 신재원, 김형석, 이지현         | 신재원, 김형석, 이지현                                         | 당신의 건강은 안녕하십니까? |
| 제16회  | 2015년 12월 24일 | 조민기, 현영, 전미영           | 조민기, 현영, 전미영                                           | 어른들의 트렌드 |
| 제17회  | 2016년 1월 7일   | 설민석                         | 김한석, 김효진, 김주희, 조상기                                 | 특강쇼 1탄 2016년 첫번째 이야기 '행복의키워드 '초심''                                                                                                   |
| 제18회  | 2016년 1월 14일  | 설민석                         | 김한석, 김효진, 김주희, 조상기                                 | 두번째 이야기 '행복의키워드 '초심'' |
| 제19회  | 2016년 1월 21일  | 서민                           | 성대현, 강성진, 김동완, 김일중, 구지성, 박샤론, 신수민, 김명선 | 특강쇼 2탄 세번째 이야기 '만족' |
| 제20회  | 2016년 1월 28일  | 김대식                         | 성대현, 김일중, 구지성, 신수민, 김명선                         | 특강쇼 3탄 네번째 이야기 '사랑' |
| 제21회  | 2016년 2월 4일   | 황교익                         | 김한석, 김효진, 김주희, 조상기                                 | 특강쇼 4탄 다섯번째 이야기 '맛의 쾌락' |
| 제22회  | 2016년 2월 11일  | 유난희, 김태우, 김지윤         | 유난희, 김태우, 김지윤                                         | 어른들의 선택 : '맛벌이vs외벌이' 어른들의 고민 : 첫번째 고민 : 육아를 위해 일을 그만두고 싶다는 아내 두번째 고민 : 나를 찾아 6개월 여행가고 싶다는 남편 |
| 제23회  | 2016년 2월 18일  | 이천수, 정이랑, 박재연, 김태우 | 이천수, 정이랑, 박재연, 김태우                                 | 어른들의 고민 : 욱하는 성질로 손해 보는 영희 어른들의 선택 : '효도는 셀프다 vs 효도는 함께다'                                                           |
| 제24회  | 2016년 2월 25일  | 유재명, 레이양, 장호일         | 유재명, 레이양, 장호일                                         | 어른들의 선택 : 싱글 라이프 vs 결혼 라이프 어른들의 고민 : 세일, 이월 상품만 찾는 궁상스러운 아내                                                       |
| 제25회  | 2016년 3월 3일   | 변우민, 남재현, 정주리, 레이양 | 변우민, 남재현, 정주리, 레이양                                 | 어른들의 선택 : 처가 원조받고 근처 이사 vs 안받고 이사 안 간다 어른들의 고민 : 속옷을 아무데나 벗어놓는 아내                                            |
| 제26회  | 2016년 3월 10일  | 권오중, 임정은                 | 권오중, 임정은                                                 | 어른들의 선택 : 누나와 차별하는 엄마, 지원 vs 끊는다 어른들의 고민 : 각방쓰는 부부, 합쳐야 되나                                                         |
| 제27회  | 2016년 3월 17일  | 전노민, 안연홍. 정재욱, 예정화 | 전노민, 안연홍. 정재욱, 예정화                                 | 육아의 고충과 황혼육아 |
| 제28회  | 2016년 3월 24일  | 박탐희, 한영, 이민웅, 허은아   | 박탐희, 한영, 이민웅, 허은아                                   | 돌직구VS당하는가? |
| 제29회  | 2016년 3월 31일  | 변진섭, 김동완, 서유리         | 변진섭, 김동완, 서유리                                         | 귀농귀촌 |
| 제30회  | 2016년 4월 7일   |                                |                                                                | '어쩌다 어른'이 된 영희들의 이야기 |
| 제31회  | 2016년 4월 14일  | 이휘재                         | 이휘재                                                         | '어쩌다 어른'이 된 철수들의 이야기 |
| 제32회  | 2016년 5월 5일   | 최진기, 설민석                 | 김혜은                                                         | '삶의 지혜' 특강 1 - 가족 |
| 제33회  | 2016년 5월 12일  | 최진기                         |                                                                | '삶의 지혜' 특강 2 - 인문학 |
| 제34회  | 2016년 5월 19일  | 최진기                         |                                                                | '삶의 지혜' 특강 3 - 미술사 |
| 제35회  | 2016년 5월 26일  | 최진기, 설민석                 |                                                                | '삶의 지혜' 특강 4 - 미술사 |
| 제36회  | 2016년 6월 2일   | 설민석                         |                                                                | '삶의 지혜' 특강 5 - 수신제가평천하 |
| 제37회  | 2016년 6월 9일   | 설민석                         |                                                                | '삶의 지혜' 특강 6 - 수신제가평천하 |
| 제38회  | 2016년 6월 16일  | 설민석                         |                                                                | '삶의 지혜' 특강 7 - 수신제가평천하 |
| 제39회  | 2016년 6월 23일  | 설민석                         |                                                                | '삶의 지혜' 특강 8 - 수신제가평천하 |
| 제40회  | 2016년 7월 7일   | 정재찬                         |                                                                | 성(性)특집 1 - 감성(感性) |
| 제41회  | 2016년 7월 14일  | 정재찬                         |                                                                | 성(性)특집 1 - 감성(感性) |
| 제42회  | 2016년 7월 21일  | 김범준                         |                                                                | 성(性)특집 2 - 지성(知性) |
| 제43회  | 2016년 7월 28일  | 김경일                         |                                                                | 성(性)특집 3 - 본성(本性) |
| 제44회  | 2016년 8월 4일   | 김경일                         |                                                                | 성(性)특집 3 - 본성(本性) |
| 제45회  | 2016년 8월 11일  | 김산하                         |                                                                | 성(性)특집 4 - 다양성(多樣性) |
| 제46회  | 2016년 8월 18일  | 박진영                         |                                                                | 성(性)특집 5 - 야성(野性) |
| 제47회  | 2016년 8월 25일  | 박형주                         |                                                                | 성(性)특집 6 - 이성(理性) |
| 제48회  | 2016년 9월 1일   | 김대수                         |                                                                | 성(性)특집 7 - 특성(特性) |
| 제49회  | 2016년 9월 8일   | 김대수                         |                                                                | 성(性)특집 7 - 특성(特性) |
| 제50회  | 2016년 9월 15일  | 김창옥                         |                                                                | 소통 1 - 너와 나의 연결고리 |
| 제51회  | 2016년 9월 22일  | 김미경                         |                                                                | 나 데리고 사는 법 |
| 제52회  | 2016년 9월 29일  | 김미경                         |                                                                | 나 데리고 사는 법 |
| 제53회  | 2016년 10월 6일  | 김경일                         |                                                                | 인간에 대해 잘 모르는 세 가지 |
| 제54회  | 2016년 10월 13일 | 김경일                         |                                                                | 인간에 대해 잘 모르는 세 가지 |
| 제55회  | 2016년 10월 20일 | 최민준                         |                                                                | 미칠 것 같은 엄마들에게 |
| 제56회  | 2016년 10월 27일 | 김창옥                         |                                                                | 소통 2 - 그 남자, 그 여자 |
| 제57회  | 2016년 11월 3일  | 김대식                         |                                                                | 현실이란 무엇인가? |
| 제58회  | 2016년 11월 10일 | 이경제                         | 양재진, 서재걸, 김태훈                                         | 건강에 대한 4가지 솔루션 1탄 |
| 제59회  | 2016년 11월 17일 |                                | 김태훈, 서재걸                                                 | 건강에 대한 4가지 솔루션 2탄 |
| 제60회  | 2016년 11월 24일 |                                | 조윤범                                                         | 클래식계의 비하인드 스토리! (음악) |
| 제61회  | 2016년 12월 1일  | 심용환                         |                                                                | 연말특집 1탄 - 대한민국 임시정부의 비밀 |
| 제62회  | 2016년 12월 8일  |                                | 조승연                                                         | 영어가 도대체 뭐길래! |
| 제63회  | 2016년 12월 15일 | 문성욱                         |                                                                | 살아내는 것과 살아지는 것 (철학) |
| 제64회  | 2016년 12월 22일 | 혜민스님                       |                                                                | 진정한 나는 누구인가? |
| 제65회  | 2016년 12월 29일 | 김성은                         |                                                                | 삶은 리듬이다 |
| 제66회  | 2017년 1월 7일   | 설민석                         |                                                                | "식史를 합시다" 1탄 - 선사시대, 고조선 |
| 제67회  | 2017년 1월 14일  | 설민석                         |                                                                | "식史를 합시다" 2탄 - 삼국시대 |
| 제68회  | 2017년 1월 28일  | 설민석                         |                                                                | "식史를 합시다" 3탄 - 통일신라 |
| 제69회  | 2017년 2월 4일   | 설민석                         |                                                                | "식史를 합시다" 4탄 - 발해, 후삼국시대 |
| 제70회  | 2017년 2월 11일  | 설민석                         |                                                                | "식史를 합시다" 5탄 - 고려 |
| 제71회  | 2017년 2월 18일  | 허태균                         |                                                                | 대한민국 철수 영희의 심리 - 제 1 강 죽도록 했는데? |
| 제72회  | 2017년 2월 25일  | 허태균                         |                                                                | 대한민국 철수 영희의 심리 - 제 2 강 내가 누군지 알아?                                                                                                   |
| 제73회  | 2017년 3월 4일   | 허태균                         |                                                                | 대한민국 철수 영희의 심리 - 제 3 강 하나만 보고 달렸는데                                                                                                |
| 제74회  | 2017년 3월 11일  | 김경일                         |                                                                | 대한민국 철수 영희의 심리 - Sixth Sense 1탄 (시각) 편                                                                                                   |
| 제75회  | 2017년 3월 18일  | 김경일                         |                                                                | 대한민국 철수 영희의 심리 - Sixth Sense 2탄 (촉감각,청각,미각,후각)                                                                                     |
| 제76회  | 2017년 3월 22일  | 최진기                         |                                                                | 함께 인문학 1강 - 미래의 우리에게 ‘노동’이란 무엇인가?                                                                                                  |
| 제77회  | 2017년 3월 29일  | 최진기                         |                                                                | 함께 인문학 2강 - 우리에게 미래란 무엇인가? (VR & AR)                                                                                                   |
| 제78회  | 2017년 4월 5일   | 최진기                         |                                                                | 함께 인문학 3강 - 미래의 우리에게 '성'과 '권력'이란 무엇인가?                                                                                           |
| 제79회  | 2017년 4월 12일  | 최진기                         |                                                                | 함께 인문학 4강 - 우리에게 ‘복지’란 무엇인가? |
| 제80회  | 2017년 4월 19일  | 최진기                         |                                                                | 함께 인문학 5강 - 우리에게 ‘정의’란 무엇인가? |
| 제81회  | 2017년 4월 26일  | 조승연                         |                                                                | 어른들의 생각과 신념 1탄 - 창의성이 뭐길래 |
| 제82회  | 2017년 5월 3일   | 서천석                         |                                                                | 어른들의 생각과 신념 2탄 - 겸손한 육아 |
| 제83회  | 2017년 5월 10일  | 김태훈                         |                                                                | 어른들의 생각과 신념 3탄 - 시대가 선택한 스타 |
| 제84회  | 2017년 5월 17일  | 유수진                         |                                                                | 어른들의 생각과 신념 4탄 - 돈, Don't worry |
| 제85회  | 2017년 5월 24일  | 강원국                         |                                                                | 어른들의 생각과 신념 5탄 - 글쓰기가 두려운 어른들에게!                                                                                                  |
| 제86회  | 2017년 5월 31일  | 이동진                         |                                                                | 어른들의 생각과 신념 6탄 - 책, 어떻게 읽을까 |
| 제87회  | 2017년 6월 7일   | 이동진                         |                                                                | 어른들의 생각과 신념 7탄 - 영화, 어떻게 볼까 |
| 제88회  | 2017년 6월 14일  | 허진모                         |                                                                | 어른들의 생각과 신념 8탄 - 이 시대가 원하는 영웅 (진시황&유방)                                                                                          |
| 제89회  | 2017년 6월 21일  | 심용환                         |                                                                | 어른들의 생각과 신념 9탄 - 헌법이란 무엇인가 |
| 제90회  | 2017년 6월 28일  | 윤홍균                         |                                                                | 어른들의 생각과 신념 10탄 - 자존감 |
| 제91회  | 2017년 7월 6일   | 설민석                         |                                                                | 리더의 조건 1탄 - "식史를 합시다" 조선시대 |
| 제92회  | 2017년 7월 13일  | 설민석                         |                                                                | 리더의 조건 2탄 - "식史를 합시다" 조선시대 |
| 제93회  | 2017년 7월 20일  | 최태성                         |                                                                | 역사 전쟁 1탄 |
| 제94회  | 2017년 7월 27일  | 최태성                         |                                                                | 역사 전쟁 2탄 |
| 제95회  | 2017년 8월 3일   | 유현준                         |                                                                | 소문난 대학 명강의 1탄 - 뜨는 도시의 법칙 |
| 제96회  | 2017년 8월 10일  | 하지현                         |                                                                | 소문난 대학 명강의 2탄 - 고단한 하루를 버티게 하는 힘                                                                                                   |
| 제97회  | 2017년 8월 17일  | 양정무                         |                                                                | 소문난 대학 명강의 3탄 - 중세인의 상상력을 훔쳐라 |
| 제98회  | 2017년 8월 24일  | 황농문                         |                                                                | 소문난 대학 명강의 4탄 - 천재성을 깨워줄 몰입의 힘 |
| 제99회  | 2017년 8월 31일  | 한순구                         |                                                                | 소문난 대학 명강의 5탄 - 인생을 경제적으로 사는 법 |
| 제100회 | 2017년 9월 7일   | 채사장                         |                                                                | 국민소환 특집 1탄 - 성장 |
| 제101회 | 2017년 9월 14일  | 허지웅                         |                                                                | 국민소환 특집 2탄 - 할리우드를 구한 청년들 그리고 우리들의 이야기                                                                                       |
| 제102회 | 2017년 9월 21일  | 배상훈                         |                                                                | 국민소환 특집 3탄 - 아는 자만이 살아남는다 |
| 제103회 | 2017년 9월 28일  | 정봉주                         |                                                                | 국민소환 특집 4탄 - 봉주 진화론 |
| 제104회 | 2017년 10월 5일  | 김창옥                         |                                                                | 국민소환 특집 5탄 - 어쩌다 어른 |
| 제105회 | 2017년 10월 12일 | 이상민                         | 이상민                                                         | 국민소환 특집 6탄 - 두려움을 느끼는 어른들에게 |
| 제106회 | 2017년 10월 19일 | 강성태                         |                                                                | 국민소환 특집 7탄 - 당신의 자녀가 공부를 못하는 진짜 이유                                                                                               |
| 제107회 | 2017년 10월 26일 | 장유정                         |                                                                | 업 시리즈 1탄 - 도전을 멈춘 그대에게 |
| 제108회 | 2017년 11월 2일  | 남궁인                         |                                                                | 업 시리즈 2탄 - 지독한 삶의 현장 |
| 제109회 | 2017년 11월 9일  | 문경수                         |                                                                | 업 시리즈 3탄 - 잃어버린 호기심을 찾아서 |
| 제110회 | 2017년 11월 16일 | 문경수                         |                                                                | 업 시리즈 3탄 - 잃어버린 호기심을 찾아서 2 |
| 제111회 | 2017년 11월 23일 | 하상욱                         |                                                                | 업 시리즈 4탄 - 영업비밀 |
| 제112회 | 2017년 11월 30일 | 양태오                         |                                                                | 업 시리즈 5탄 - 한옥세 사는 즐거움 |
| 제113회 | 2017년 12월 7일  | 이재명                         |                                                                | 업 시리즈 6탄 - 주인으로 산다는 것 |
| 제114회 | 2017년 12월 14일 | 박나래                         |                                                                | 업 시리즈 7탄 - 이번 생은 한 번뿐이라 |
| 제115회 | 2017년 12월 21일 | 최현석                         |                                                                | 업 시리즈 8탄 - 미쳐야 즐긴다 |
| 제116회 | 2018년 1월 3일   | 강신주                         |                                                                | 신년특집 1탄 - 나는 노예로 살지 않기로 했다 |
| 제117회 | 2018년 1월 10일  | 강신주                         |                                                                | 신년특집 2탄 - 나는 늙기로 했다 |
| 제118회 | 2018년 1월 17일  | 조승연                         |                                                                | 신년특집 3탄 - 인문학이 뭐길래 |
| 제119회 | 2018년 1월 24일  | 문경수                         |                                                                | 잃어버린 호기심을 찾아서 <제주도 1편> |
| 제120회 | 2018년 1월 31일  | 문경수                         |                                                                | 잃어버린 호기심을 찾아서 <제주도 2편> |
| 제121회 | 2018년 2월 7일   | 박영선                         |                                                                | 품격 시리즈 1탄 - 하루하루가 모여 역사가 된다 |
| 제122회 | 2018년 2월 14일  | 강형욱                         |                                                                | 품격 시리즈 2탄 - 그럼에도 개를 키우는 사람들을 위해서                                                                                                  |
| 제123회 | 2018년 2월 21일  | 장동선                         |                                                                | 품격 시리즈 3탄 - 뇌가 길을 찾는 법 |
| 제124회 | 2018년 2월 28일  | 남경필                         |                                                                | 소년과 어른 사이 |
| 제125회 | 2018년 3월 7일   | 이용섭                         | 이용섭                                                         | 습관이 운명을 바꾼다 |
| 제126회 | 2018년 3월 14일  | 김미경                         |                                                                | 천 번을 미안해도 난 엄마다 |
| 제127회 | 2018년 3월 21일  | 박재희                         |                                                                | 고전(苦戰)하는 어른들에게 고전(古典)을 |
| 제128회 | 2018년 3월 28일  | 손경이                         |                                                                | 누가 성범죄를 멈춰야 하는가 |
| 제129회 | 2018년 4월 4일   | 손경이                         |                                                                | 누가 성(性)을 배워야 하는가 |
| 제130회 | 2018년 4월 11일  | 이수정                         |                                                                | 위드유 특집 - 누가 범죄를 막아야 하는가 |
| 제131회 | 2018년 4월 18일  | 김경일                         |                                                                | 우리가 거꾸로 하는 것들 1 |
| 제132회 | 2018년 4월 25일  | 김경일                         |                                                                | 우리가 거꾸로 하는 것들 2 |
| 제133회 | 2018년 5월 2일   | 조승연                         |                                                                | 오리진(origin) 시리즈 1탄 - 돈이 사라졌다 1 |
| 제134회 | 2018년 5월 9일   | 조승연                         |                                                                | 오리진(origin) 시리즈 1탄 - 돈이 사라졌다 2 |
| 제135회 | 2018년 5월 16일  | 심용환                         |                                                                | 오리진(origin) 시리즈 2탄 - 인권이 외친다 |
| 제136회 | 2018년 5월 23일  | 최진기                         |                                                                | 청춘과 통일 |
| 제137회 | 2018년 5월 30일  | 명욱                           |                                                                | 오리진(origin) 시리즈 3탄 - 술이 춤춘다 |
| 제138회 | 2018년 6월 6일   | 이원영                         |                                                                | 오리진(origin) 시리즈 4탄 - 펭귄이 아프다 |
| 제139회 | 2018년 6월 13일  | 오찬호                         |                                                                | 오리진(origin) 시리즈 5탄 - 차별이 죽어야 산다 |
| 제140회 | 2018년 6월 20일  | 이정모                         |                                                                | 오리진(origin) 시리즈 6탄 - 과학 참 만만하다 |
| 제141회 | 2018년 6월 27일  | 손경이                         |                                                                | 관계학개론 특집 1탄 - 이대로 괜찮아? |
| 제142회 | 2018년 7월 4일   | 김지윤                         |                                                                | 관계학개론 특집 2탄 - 말해도 괜찮아 |
| 제143회 | 2018년 7월 11일  | 진중권                         |                                                                | 소문난 명강의 1탄 - 예술의 기원 |
| 제144회 | 2018년 7월 18일  | 권수영                         |                                                                | 소문난 명강의 2탄 - 인간 관계가 왜 그럴까 |
| 제145회 | 2018년 7월 25일  | 김대수                         | 최강창민                                                       | 소문난 명강의 3탄 - 당신은 왜 탐하는가 |
| 제146회 | 2018년 8월 1일   | 유성호                         |                                                                | 소문난 명강의 4탄 - 죽은 자에게 배우다 |
| 제147회 | 2018년 8월 8일   | 임동근                         |                                                                | 소문난 명강의 5탄 - 도시 읽는 법 : 인구 |
| 제148회 | 2018년 8월 15일  | 유영만                         |                                                                | 소문난 명강의 6탄 - 잠든 지식을 깨우다 |
| 제149회 | 2018년 8월 22일  | 대도서관                       |                                                                | 개척자 시리즈 1탄 - 세상에 쓸모없는 일이란 없다 |
| 제150회 | 2018년 8월 29일  | 손이천                         |                                                                | 개척자 시리즈 2탄 - 예술로 시간을 읽다 |
| 제151회 | 2018년 9월 5일   | 김영철                         |                                                                | 개척자 시리즈 3탄 - 지치지 말고 꾸준히! 안되나용? |
| 제152회 | 2018년 9월 12일  | 박찬일                         |                                                                | 개척자 시리즈 4탄 - 어른의 맛 |
| 제153회 | 2018년 10월 3일  | 홍혜걸                         |                                                                | 개척자 시리즈 5탄 - 하마터면 모르고 살 뻔했다 |
| 제154회 | 2018년 10월 10일 | 정재환                         |                                                                | 한글날 특집 - 한글, 위대한 유산 |
| 제155회 | 2018년 10월 17일 | 이시원                         |                                                                | 공부의 참맛 시리즈 1탄 - 영어는 잘못이 없다 |
| 제156회 | 2018년 10월 24일 | 차길영                         |                                                                | 공부의 참맛 시리즈 2탄 - 수학은 잘못이 없다 |
| 제157회 | 2018년 10월 31일 | 이무영                         |                                                                | 영화보다 더 영화같은 삶을 살아가는 '영화인' 특집 첫번째 '네 멋대로 해라'                                                                                |
| 제158회 | 2018년 11월 7일  | 정두홍                         |                                                                | 영화보다 더 영화같은 삶을 살아가는 '영화인' 특집 두번째 '아직도 내 싸움은 끝나지 않았다'                                                                |
| 제159회 | 2018년 11월 14일 | 임하룡                         |                                                                | 영화보다 더 영화같은 삶을 살아가는 '영화인' 특집 세번째 '이 나이에 나도 한다'                                                                           |
| 제160회 | 2018년 11월 21일 | 추상미                         |                                                                | 영화보다 더 영화같은 삶을 살아가는 '영화인' 특집 네번째 '누구에게나 스토리는 있다'                                                                      |
| 제161회 | 2018년 11월 28일 | 다니엘 린데만                  |                                                                | 연말특집 '뜨거운 2018' 시리즈 - 첫번째 통일에 반대한다?                                                                                                 |
| 제162회 | 2018년 12월 5일  | 황선미                         |                                                                | 연말특집 '뜨거운 2018' 시리즈 - 두번째 세상의 모든 가족                                                                                                 |
| 제163회 | 2018년 12월 12일 | 이수정                         |                                                                | 연말특집 '뜨거운 2018' 시리즈 - 세번째 누가 범죄를 막아야 하는가                                                                                        |
| 제164회 | 2018년 12월 19일 | 김진영                         |                                                                | 연말특집 '뜨거운 2018' 시리즈 - 네번째 밥맛 없는 세상, 살맛나게 먹자!                                                                                   |
| 시즌 2  |                  |                                |                                                                | |
| 회차    | 방송일           | 강연자                         | 출연자 (철수와 영희)                                           | 주제 |
| 제165회 | 2019년 2월 28일  | 설민석                         |                                                                | 나의 소원 첫 번째 시간 |
| 제166회 | 2019년 3월 7일   | 설민석                         |                                                                | 나의 소원 두 번째 시간 |
| 제167회 | 2019년 3월 14일  | 설민석                         |                                                                | 나의 소원 마지막 시간 |
| 제168회 | 2019년 3월 21일  | 혜민                           |                                                                | 고요할수록 알게 되는 나 |
| 제169회 | 2019년 3월 28일  | 조원재                         |                                                                | 미술관은 살아있다 |
| 제170회 | 2019년 4월 4일   | 정혜신                         |                                                                | 마음은 언제나 옳다 |
| 제171회 | 2019년 4월 11일  | 김웅                           |                                                                | 우리는 법의 노예다 |
| 제172회 | 2019년 4월 18일  | 유현준                         |                                                                | 천재를 죽이는 도시 |
| 제173회 | 2019년 4월 25일  | 한순구                         |                                                                | 인생은 게임이다 |
| 제174회 | 2019년 5월 2일   | 강헌                           |                                                                | 스스로 운명을 읽다 |

## 방송회차(3기)
| 회차  | 방송일          | 강연자 | 게스트                                        | 주제                                     |
| ----- | --------------- | ------ | --------------------------------------------- | ---------------------------------------- |
| 제1회 | 2022년 6월 9일  | 김경일 | 허영지, 윤소희, 정찬                          | 나도 모르게 '악인'을 끌어들이고 있었다?  |
| 제2회 | 2022년 6월 16일 | 김상욱 | 재찬, 김재우, 윤소희, 정찬                    | 물리학자 김상욱의 잃어버린 물리를 찾아서 |
| 제3회 | 2022년 6월 23일 | 송길영 |                                               | 스스로를 어른이라고 생각하시나요?        |
| 제4회 | 2022년 6월 30일 | 송길영 | 서경석, 설수현, 신아영, 김호영                |                                          |
| 제5회 | 2022년 7월 7일  | 양정무 | 김소현, 손준호, 미자, 유재환                  |                                          |
| 제6회 | 2022년 7월 14일 | 이대열 | 이지현, 김한석, 이현이, 안현모                |                                          |
| 제7회 | 2022년 7월 21일 |        | 류한수, 윤형빈, 이현이, 다니엘 린데만, 백지헌 | 당신에게 역사란                          |
| 제8회 | 2022년 7월 28일 |        | 이익주, 이재용, 이혜정, 이은지, 이성종        |                                          |
| 제9회 | 2022년 8월 4일  |        |                                               |                                          |